# Power Strike
Power Strike (アレスタ, Aleste en version japonaise) est un jeu vidéo développé par le studio japonais Compile, sorti 1988 sur la console Master System et l'ordinateur MSX2.